# 承政院
承政院（スンジョンウォン）は、李氏朝鮮における王命の伝達と臣下の上奏の報告を王に行う官庁である。
1400年（定宗2年）承政院が設立。1401年（太宗元年）に承枢院に改名する。1405年（太宗5年）一時的に兵曹に統合されるが、また独立して承政院とした。1894年に甲午改革で承宣院と改名する。その後、宮内府所属の侍従院へ改編された。

## 概要
承政院は中枢院の権限を分譲し新設された。承政院は伝達される王命を目に通し再度許可を受けた後に通達する。また臣下の上奏も承政院の検閲を経て王の目に通る。さらに六曹の業務を分掌し、王の諮問に対し承政院が意見を述べ、中国使臣の接待、地方民政の観察、王への進言など重要な役目を掌っていた。いわば国家の機密機関で王の秘書である。
しかし時には王の秘書として、他の機関を無視し権力を行使した。その例には、勢道政治を行った洪国栄などがみられる。